# Alexandre-Émile Béguyer de Chancourtois

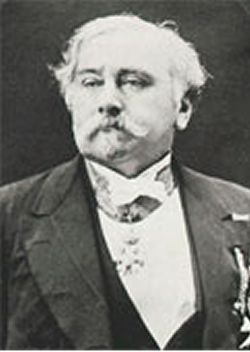
Alexandre-Émile Béguyer de Chancourtois

Alexandre-Émile Béguyer de Chancourtois (Parijs, 20 januari 1820 – aldaar, 14 november 1886) was een Frans geoloog.
Béguyer de Chancourtois heeft als eerste een periodiek systeem ontworpen. Hij noemde het de tellurische helix (vis tellurique). Dit periodiek systeem kan worden opgevat als een verticaal opgestelde cilinder. De elementen zijn gesorteerd naar stijgende atoommassa op een spiraal die rond deze cilinder is gewikkeld. Béguyer De Chancourtois was de eerste om te erkennen dat de elementaire eigenschappen elke acht elementen terugkomen. Met behulp van deze grafiek kon hij de stoichiometrie van verscheidene metaaloxiden voorspellen. Zijn grafiek bevat naast de elementen ook ionen en chemische verbindingen, hetgeen in het hedendaagse periodiek systeem niet meer het geval is.
- Bibliothèque nationale de France: cb15289916w (data)
- Gemeinsame Normdatei: 1102559571
- International Standard Name Identifier: 0000 0000 7996 6203
- Library of Congress Control Number: nr2001020707
- Base Léonore: LH//164/66
- Nederlandse Thesaurus van Auteursnamen: 13084389X
- Réseau des bibliothèques de Suisse occidentale: 02-A009103892
- Système universitaire de documentation: 076895777
- Virtual International Authority File: 54448226
- WorldCat: E39PBJfrQkQbRWMfdvYbx3Y9Dq